# بلبل ذهبي
البلبل الذهبي (الاسم العلمي: Alophoixus) هو جنس من الطيور يتبع الفصيلة البلابل من رتبة عصفوريات الشكل.

## أنواع البلبل الذهبي
- بلبل فنش
- بلبل أبيض الحنجرة
- بلبل منتفخ الحنجرة
- بلبل مغروي
- بلبل رمادي الخدين
- بلبل بني الرأس
- بلبل سرام الذهبي
- بلبل بالاوي
- بلبل ذهبي شمالي
- بلبل بورو الذهبي